# Saint-Élie
Pour les articles homonymes, voir Saint-Élie (homonymie).
Saint-Élie est une commune française, située dans la collectivité territoriale unique de la Guyane.
Cinquième plus grande commune de France par superficie, distante d'environ 80 km de la côte Atlantique, elle se situe au centre-nord de la Guyane française. Le bourg compte d'après le recensement de 2020 environ 200 habitants. 
Son histoire est particulièrement marqué par l'orpaillage, légal comme illégal, qui a fait la commune perdre la quasi-totalité de sa population au début des années 2000. Le village se repeuple progressivement durant les années 2010, avec par exemple la réouverture d'une école et d'une gendarmerie. 

## Géographie
Les communes limitrophes sont  Iracoubo, Kourou, Mana, Roura, Régina, Saül et Sinnamary.

### Localisation

En rouge le territoire communal de Saint-Élie.

Le point culminant de Saint-Élie est la montagne de la Trinité, dont le sommet le plus haut se trouve à une altitude de 636 m, située au centre de la réserve naturelle de la Trinité gérée par l'Office national des forêts (ONF). Le lac de retenue du barrage de Petit-Saut se trouve sur le territoire de la commune.
Les communes limitrophes avec Saint-Élie sont Sinnamary au nord, Kourou au nord-est, Roura au sud-est, Régina au sud, Saul au sud-ouest, Mana) l'ouest, et Iracoubo au nord-ouest.
Une partie du sud de la commune (environ 1 000 km2) est au cœur du Parc amazonien de Guyane.

### Climat
Le climat y est de type équatorial humide, type Af selon la classification de Koppen.

## Urbanisme

### Typologie
Saint-Élie est une commune rurale, car elle fait partie des communes peu ou très peu denses, au sens de la grille communale de densité de l'Insee,,,.

### Voies de communication et transports
On peut s'y rendre en hélicoptère (absence de piste d'atterrissage pour les avions) ou en combinant la pirogue pour traverser le lac du barrage de Petit-Saut et le 4×4 ou le quad pour se rendre au bourg par les 26 km de piste (le trajet par la piste ne dure que 30 à 40 min en toutes saisons)
- il existe actuellement en Guyane qu'une seule compagnie d'hélicoptère civils biturbine (HDF), condition nécessaire au survol de la forêt guyanaise.
- la circulation n'est plus interdite sur la route menant au barrage de Petit-Saut,(Le préfet de la Guyane a décidé d’autoriser la circulation sur cette route pour tous véhicules entre 05h00 et 21h00 et de limiter son accès en dehors de cette plage horaire aux habitants et aux usagers œuvrant au bon fonctionnement du site (opérateurs économiques, services publics), ainsi que sur le lac de retenue du barrage, on fait alors une demande d'autorisation auprès de la Préfecture de Guyane[5]

## Histoire
Saint-Élie est un des plus anciens villages de l'intérieur de la Guyane. 
La commune est officiellement créée en 1970, mais l'histoire de Saint-Élie remonte à 1873, avec la découverte de la mine d'or « Dieu Merci » par Théophile Vitalo. Son histoire est donc dès le début profondément marquée par l'orpaillage. On y trouve un patrimoine archéologique industriel important tel que des machines à concasser le quartz aurifère et une ancienne voie de chemin de fer construite par les bagnards dont une partie se trouve aujourd'hui noyée sous les eaux du lac de retenue du barrage de Petit-Saut.
Dans les années 1990, de nombreux garimpeiros rejoignent la ville, afin de profiter du gisement d'or situé en dessous. La population aurait atteint durant cette période 500 habitants. Cette activité sera toutefois en grande partie arrêtée par le lancement de l'opération Anaconda dans le département en 2002, puis de l'opération Harpie à partir de 2008. Les orpailleurs illégaux se sont donc réfugiés en dehors de la ville, où ils continuent leurs opérations. 
En 2008, 22 commerçants locaux sont arrêtés par les militaires de l'opération Harpie pour leur participation à l'orpaillage illégal.  Ils ont en effet acheminé aux orpailleurs durant 5 ans environ 150 000 € de matériel, et près de 200 t de nourriture, en plus d'en avoir logés dans leur domicile. L'affaire judiciaire, ainsi que la disparition de l'orpaillage illégal dans le bourg, ont dans les faits stoppé toute activité économique, dans une ville qui comptait six commerces de proximité pour quelques dizaines d'habitants permanents.
Après ces évènements, la population se réduit de facto à une dizaine de personnes. Le maire Charles Ringuet (vivant à Cayenne) propose d'inviter dans la ville des Hmongs, ou encore des Haitiens touchés par le séisme de 2010 à venir vivre dans sa ville, pour essayer de la redynamiser. Il souhaite également y créer un musée de l'orpaillage. Remplacé en 2014 par Véronique JACARIA, la mairie continue d'essayer de développer des plans pour relancer l'activité économique de la ville. Elle ouvre par exemple en 2017 un site consacré à l'écotourisme, au sein de la crique du Petit-Foucault, située dans la commune. La nouvelle équipe municipale a aussi pour projet dans le cadre de son développement économique de créer une nouvelle zone urbaine aux abords du lac de Petit-Saut au lieu-dit PK09 Nouvelle Gare Tigre[réf. souhaitée]. En 2019, une école est ouverte, financée par la commune. C'est la première fois qu'une école est ouverte dans la commune depuis 1999.  
En 2020, la Croix-Rouge a installé une permanence mensuelle dans la ville à la suite de la pandémie de Covid-19. Elle a été fermée lorsque la situation épidémique s'est améliorée, laissant donc Saint-Élie sans aucun accès aux soins médicaux. En cas d'urgence, seule l'intervention des secours par hélicoptère est possible, mais uniquement si la météo le permet.
La mine « Dieu Merci », située dans le territoire de la commune, est exploitée depuis 2020 par la société minière Auplata, les travaux ayant commencé dès 2018. Il s'agit de la première exploitation minière de Guyane à utiliser la cyanuration. En parallèle, une autre partie du site, également propriété d'Auplata, est exploitée illégalement par des garimpeiros agissant la nuit. 
En septembre 2020, une action en justice est engagée par des associations écologistes (dont France Nature Environnement) contre les arrêtés préfectoraux autorisant l'exploitation minière, les associations considérant que la capacité de stockage du cyanure est trop grande, et qu'il existe un risque de contamination via le cyanure. Elles considèrent également que le premier arrêté préfectoral, datant de 2015, a été accompagné d'une étude d'impact insuffisante, tandis que l'arrêté de 2019 aurait, selon elles, dû être accompagné d'une nouvelle étude d'impact - qui n'a pas été faite. Le tribunal décidera finalement en septembre 2021 que l'arrêté préfectoral autorisant l'usine à fonctionner est caduc, à cause du non-respect des délais prévus par les arrêtés préfectoraux. La décision entraine la fermeture de l'usine,. Le sort des 90 employés, des étudiants, du matériel et du site est à ce moment-là incertain. La fermeture crée également la colère des élus.
Le site minier a finalement rouvert en février 2022, après quatre mois de fermeture,. 
En 2023, une antenne de la gendarmerie rouvre dans la ville, armée par 4 gendarmes, qui auront notamment la mission de lutter contre l'orpaillage illégal, toujours présent dans la région. Le bâtiment est mis à disposition par la mairie, tandis que la relève du personnel sera assurée par la société Auplata. Il n'y avait plus de gendarmes sur place depuis 2016.

## Démographie
L'évolution du nombre d'habitants est connue à travers les recensements de la population effectués dans la commune depuis 1961, premier recensement postérieur à la départementalisation de 1946. À partir de 2006, les populations de référence des communes sont publiées annuellement par l'Insee. Le recensement repose désormais sur une collecte d'information annuelle, concernant successivement tous les territoires communaux au cours d'une période de cinq ans. Pour les communes de moins de 10 000 habitants, une enquête de recensement portant sur toute la population est réalisée tous les cinq ans, les populations de référence des années intermédiaires étant quant à elles estimées par interpolation ou extrapolation. Pour la commune, le premier recensement exhaustif entrant dans le cadre du nouveau dispositif a été réalisé en 2008.

En 2022, la commune comptait 157 habitants, en évolution de +6,8 % par rapport à 2016 (Guyane : +7,07 %, France hors Mayotte : +2,11 %).
| 1961 | 1967 | 1974 | 1982 | 1990 | 1999 | 2006 | 2007 | 2008 |
| ---- | ---- | ---- | ---- | ---- | ---- | ---- | ---- | ---- |
| 157  | 107  | 136  | 138  | 123  | 239  | 423  | 450  | 476  |

| 2013 | 2018 | 2022 | - | - | - | - | - | - |
| ---- | ---- | ---- | - | - | - | - | - | - |
| 150  | 216  | 157  | - | - | - | - | - | - |

## Politique et administration
| Période | Période  | Identité          | Étiquette | Qualité                                                                                                  |
| ------- | -------- | ----------------- | --------- | --- |
| 1971    | 1983     | Serge Adelson     | PSG       | Cadre Électricité de France Conseiller général de Macouria (1982 → 2012) Maire de Macouria (1983 → 2012) |
| 1983    | 2001     | José Adelson      |           | Infirmier                                                                                                |
| 2001    | 2014     | Charles Ringuet   |           | Aide-soignant                                                                                            |
| 2014    | En cours | Véronique Jacaria | DVG       | |

## Économie
Les principales ressources économiques de la commune sont la taxe liée au barrage hydroélectrique de Petit-Saut et la redevance minière[réf. souhaitée].
Les deux principales compagnies minières sont la compagnie Auplata qui utilise la cyanuration pour l'extraction de l'or sur la mine Dieu Merci, et la Société des mines de Saint-Élie (SMSE).

## Culture locale et patrimoine

### Personnalités liées à la commune
- Théophile Vitalo, orpailleur (1845-1895)